# فيل دويل
فيل دويل (بالإنجليزية: Phil Doyle)‏ هو نقابي وصحفي أسترالي، ولد في 1967.